# Nicholas Sighinolfi
Nicholas Sighinolfi (Nonantola, 11 agosto 1994) è un pallavolista italiano, centrale del Tricolore.

## Carriera

### Club
La carriera di Nicholas Sighinolfi inizia nel 2013 quando viene ingaggiato dal Modena, giocando però per la squadra giovanile e ottenendo qualche sporadica convocazione in prima squadra: nella stagione 2014-15, con la stessa maglia, disputa la Serie B1, mentre nella stagione 2015-16 viene promosso in prima squadra, in Superlega, con cui si aggiudica la Supercoppa italiana 2015, la Coppa Italia e lo scudetto.
Nella stagione 2016-17 passa alla Materdomini di Castellana Grotte, in Serie A2, mentre nell'annata successiva si trasferisce in Belgio per giocare nel Maaseik, in Liga A, conquistando il campionato.
Ritorna in Italia nella stagione 2018-19 accasandosi al New Real Gioia, in Serie A2, per poi difendere i colori del Cuneo, in Serie A3, nell'annata 2019-20: resta con lo stesso club anche nella stagione 2020-21, militando in Serie A2. Nel campionato 2023-24 veste nuovamente la maglia del Modena, in Superlega, mentre l'annata successiva torna di scena nel campionato cadetto, ingaggiato dal Tricolore.

## Palmarès

### Club
- Campionato italiano: 1

2015-16
- Campionato belga: 1

2017-18
- Coppa Italia: 1

2015-16
- Supercoppa italiana: 1

2015